# ベリック・バーンズ
ベリック・バーンズ（Berrick Barnes 1986年5月28日 - ）は 、オーストラリア出身の元ラグビー選手。ポジションはフライハーフ、インサイドセンター。
ニューサウスウェールズ州のクラブラグビー選手権シュート・シールド(The Shute Shield)に参加するシドニー・ユニバーシティ(Sydney University)を経て、2013年シーズンよりパナソニックワイルドナイツと契約。

## 人物
1986年5月28日、ブリスベンで生まれる。
正式名はBerrick Stevens Barnes。
身長183cm、体重87kg。
愛称はBarnesy, Barnsy, Bez, Staffy。

## 来歴
クイーンズランド州のキンガロイで育ち、イプスウィッチ・グラマー・スクール入学。スクール在学時に競泳のバタフライで州の高校生チャンピオンになる。他にもゴルフ、クリケットでも非凡な才能を見せる。卒業時には、ラグビーリーグのブリスベン・ブロンコス、スーパー12(現スーパーラグビー）のレッズ、クリケットのクイーンズランド・ブルズからスカウトされ、ブロンコスと契約、グリフィス大学に進学する。
2004年、ジュニア・カンガルーズ(ラグビーリーグのジュニアグレード・オーストラリア代表)に選出される。
2005年、ナショナルラグビーリーグのマンリー・シーイーグルス戦に18歳でデビュー。同年、ラグビーリーグの19歳以下クイーンズランド州に選出される。
2006年、ラグビーユニオンに転向、クイーンズランド州のクラブラグビー選手権クイーンズランド・プレミアラグビー(Queensland Premier Rugby )に参加するウェスツ(Wests)に所属し、同年、レッズに入る。
2007年、ワラビーズに初選出、ラグビーワールドカップフランス大会の予選プール、日本代表戦で代表デビュー。
2009年のスーパー14レギュラーシーズン前半、ジェームズ・ホーウィルが怪我でチームを離れている間、チームキャプテンを務める。同年、ワラビーズの副キャプテンに就任。
2010年、レッズからワラターズに移籍する。同年、ワラビーズの欧州ツアーではチームキャプテンに就任。イタリア戦では22ポイントを記録するなど活躍。
2011年、スーパーラグビーのシーズン途中、"Footballer's Migraine"と呼ばれる、サッカー選手やボクシング選手に見られる、原因不明の偏頭痛に襲われ、シーズン残りの試合を欠場。一時は引退ともいわれたが、7月にクラブチームの試合に復帰。この年のワールドカップスコッドにも選ばれ、5試合に出場してワラビーズの3位に貢献した。
2012年はワラターズに復帰、14試合で先発出場するもチームはカンファレレンス下位に低迷。かつてのワラビーズ主将マーク・エラからゲームメイクについて苦言を呈される事もあった(外部リンク参照)。
2013年、引き続きワラターズに所属するもシーズン前には膝の故障、またシーズンインしてからも右手親指の脱臼など怪我に悩まされる。かねてからスーパーラグビー終了後の海外移籍が取りざたされていたが、5月8日にパナソニックワイルドナイツへの加入が発表された。ブリティッシュ・ライオンズ遠征を迎え撃つワラビーズスコッドに選ばれ第1テストマッチに出場するも脳しんとうを起こして途中交代(現時点でこの試合がワラビーズ最後のキャップ)。この年はテスト1試合、ワラターズ6試合の出場に終わり、秋より戦いの場を日本に移すこととなった。
2019年、リコーブラックラムズに加入。
2020年、現役を引退した。

## トップリーグ受賞歴
- 2013-14MVP ベストフィフティーン
- 2014-15MVP 得点王 ベストキッカー ベストフィフティーン
- 2015-16ベストキッカー ベストフィフティーン
- 2017-18ベストフィフティーン